# Kromoxidgrönt
Kromoxidgrönt är ett grönt pigment som är ljusäkta, ogiftigt och har stor täckförmåga. I kemiska termer består det av dikromtrioxid (Cr2O3) och i den internationella färgdatabasen Colour Index kallas det C.I. Pigment Green 17 och har nummer 77288. Dikromtrioxid förekommer ibland naturligt som mineralet eskolait, uppkallat efter finländaren Pentti Eskola.

## Framställning
Dikromtrioxid bildas vid förbränning av ammoniumdikromat. 
{\displaystyle {\rm {(NH_{4})_{2}Cr_{2}O_{7}\rightarrow Cr_{2}O_{3}+N_{2}+4\ H_{2}O}}}[källa behövs]Kan även framställas av kaliumdikromat och svavel, eller från kromnitrat.

## Kemiska egenskaper
Naturligt dikromtrioxid (eskolait) är ett hårt och sprött ämne (8 – 8,5 på Mohs hårdhetsskala). Det är relativt motståndskraftig mot syror och baser och är antiferromagnetiskt upp till Néel-temperaturen 34 °C.
Dikromtrioxid kan konverteras till metalliskt krom genom en termit-liknande process. Till skillnad från järnoxid-baserad termit bildas ingen rök, gnistor eller ljud, men den lyser med ett starkt sken.

## Användning

### Pigment
Kromoxidgrönt framställdes första gången 1809 och började användas som pigment i oljefärg i mitten av 1800-talet. Tack vare sin goda hållbarhet är det fortfarande mycket viktigt i utvändigt byggnadsmåleri och kan användas med alla bindemedel. Det är också en av de ursprungliga normalfärgerna för konstmåleri, utvalda för sin hållbarhet.
Eftersom färgen är så hållbar har kromoxidgrönt använts för tryckning av värdepapper och sedlar. Det används också som keramikfärg och kan då ge gröna, rödaktiga eller orangebruna glasyrer.
Liksom för många andra pigment har kromoxidgrönt marknadsförts under en rad olika namn. Det kallas bland annat permanentgrönt, ett namn som också används för det besläktade pigment som i Sverige oftast kallas smaragdgrönt. På vissa språk, och tidigare även på svenska, kan dikromtrioxid gå under benämningen kromgrönt.  Idag syftar det svenska pigmentnamnet kromgrönt på en blandning av kromgult och berlinerblått medan kromoxidgrönt syftar på dikromtrioxid.

### Svarta kromhematitpigment
Kromoxidgrönt, krom(III)oxid, utgör bas vid tillverkning av ett antal mycket mörka till svarta pigment inom gruppen komplexa oorganiska pigment med hematit- och korund-liknande kristallstrukturer, som därmed har utmärkt ljusäkthet och generellt mycket hög tålighet. Krom(III)oxiden genomgår då kalcinering i mycket hög temperatur tillsammans med endera, eller en kombination av, järn(III)-, aluminium(III)- och/eller mangan(III)oxid.
Det finns (2018) ingen unik Colour Index-beteckning för dessa kromhematitpigment framställda som så kallade komplexa oorganiska pigment, utan de anges ofta med samma beteckning som för den okalcinerade krom(III)oxiden, C.I. Pigment Green 17 (77288), anternativt någon beteckning som motsvarar blandningen av metalloxider.
Järnkromhematitpigment är exempel på dessa hematitpigment. De framställs genom kalcinering i hög temperatur av krom(III)oxid med järn(III)oxid och har mörkt rödbrun till svart färg. De får, som sagt, ofta samma beteckning som kromoxidgrönt, C.I. Pigment Green 17. Alternativt kan dessa betecknas C.I. Pigment Brown 29 (77500), vilket avspeglar inblandningen av järn(III)oxid.

### Annan användning
Dikromtrioxid används  för att framställa den magnetiska oxiden kromdioxid (CrO2) som används för att tillverka magnetband enligt formeln:[källa behövs]
{\displaystyle {\rm {Cr_{2}O_{3}+3\ CrO_{3}\rightarrow 5\ CrO_{2}+O_{2}}}}
Pulvret kan också användas som polermedel vid strigling av eggverktyg.